# Rivière des Mornes
Pour les articles homonymes, voir Morne (homonymie).
La rivière des Mornes traverse la municipalité de Saint-Luc-de-Bellechasse (MRC Les Etchemins), ainsi que Notre-Dame-Auxiliatrice-de-Buckland et de Saint-Philémon, dans la municipalité régionale de comté (MRC) de Bellechasse, dans la région administrative de Chaudière-Appalaches, au Québec, au Canada.
La rivière des Mornes est un affluent de la rive ouest de la rivière de la Fourche, laquelle coule vers le nord pour se déverser sur la rive sud de la rivière du Sud ; cette dernière coule vers le nord-ouest, puis le nord-est jusqu'à la rive sud du fleuve Saint-Laurent.

## Géographie
Les principaux bassins versants voisins de la rivière des Mornes sont :
- côté Nord : rivière de la Fourche, rivière des Orignaux, rivière du Sud ;
- côté Est : rivière de la Fourche, ruisseau du Milieu, ruisseau Beaudoin, rivière du Pin ;
- côté Sud : ruisseau du Milieu, ruisseau Belles Amours, rivière à Bœuf, rivière Blanche ;
- côté Ouest : rivière des Fleurs, rivière Etchemin.

La rivière des Mornes prend sa source dans le canton de Standon, dans la municipalité de Saint-Luc-de-Bellechasse, dans la municipalité régionale de comté (MRC) Les Etchemins. Cette source est située à 2,7 km au sud du sommet de la "Montagne du Midi" du "Massif du sud". Ces montagnes font partie de la chaîne des monts Notre-Dame.
À partir de sa source, la rivière des Mornes coule sur 10,6 km, en dévalant la montagne dans une vallée encaissée, répartis selon les segments suivants :
- 2,9 km vers le nord-ouest dans Saint-Luc-de-Bellechasse, jusqu'à limite de Notre-Dame-Auxiliatrice-de-Buckland ;
- 4,6 km vers le nord-est, dans le canton de Buckland, dans la municipalité de Notre-Dame-Auxiliatrice-de-Buckland, jusqu'à la limite Saint-Philémon ;
- 3,1 km vers le nord-est dans Saint-Philémon, jusqu'à sa confluence.

La confluence de la rivière des Mornes est située au lieu-dit "Les Trois-Fourches" et constitue la tête de la rivière de la Fourche. Cette confluence est située à 3,1 km au nord-est du sommet de la Montagne du Midi, à 3,8 km au sud-est du hameau de Buckland-Est et 4,6 km au nord-ouest du sommet du mont Saint-Magloire.

## Toponymie
L'appellation de « rivière des Mornes » est associée au relief montagneux du secteur.
Le toponyme « rivière des Mornes » a été officialisé le 18 février 1977 à la Commission de toponymie du Québec.